# 언론의 자유
언론의 자유(言論의自由, 영어: freedom of press)는 다양한 전자 매체, 출판물 등을 포함한 미디어를 통하여 자유롭게 커뮤니케이션 및 표현할 수 있는 자유로 문명 사회에서 중요하게 여기는 자유 중 하나이다. 언론의 주체는 개인이어도 가능하지만 개인이 연합하여 회사를 구성하는 경우가 많다.

## 역사
언론의 자유는 15세기 중엽의 활판 인쇄술의 발명 이후 근대국가의 성립·발전과정에서 지배권력에 의한 사상의 자유로운 발표의 억압에 대한 시민적 저항의 결과로서, 서서히 실현되어 성립된 역사적 소산이다.
정보의 대량 복제와 수용자의 양적인 확대를 가능케 한 새로운 커뮤니케이션 수단의 보급은 절대주의적 지배권력에 크게 위협이 되었다. 커뮤니케이션 수단을 장악하기 위해 자기에게 호의적인 것만을 인쇄하도록 하는 특허제도를 실시하여 심한 검열을 실시했다. 그러나 시민계급의 세력이 점차로 강해지자 절대주의적 지배권력은 양보하지 않을 수 없었다.
시민혁명을 거쳐 근대국가가 성립된 후에도 당분간 언론의 자유 억압은 계속되었으나, 서서히 없어졌다. 산업혁명 이후의 인쇄기술이나 교통·통신기관의 발달·교육의 보급 등에 의해 저렴하고 발행 부수가 많은 대중 신문이 출현했다. 그 거대한 산업으로서의 성장과정에서 매스 미디어의 집중·독점화가 진전되었다. 그 결과 주로 시민계급이 향유한 언론의 자유는 매스 미디어로 이양되었다.
옐로 저널리즘(yellow journalism)의 경향을 띤 매스 미디어의 행동은 사회적 비판을 일으켰다. 이리하여 정치권력의 억압에서 해방된 언론의 자유가 새로운 위기에 직면하게 되었다. 이러한 사태에 대한 반성으로서 매스 커뮤니케이션의 사회적 책임이라는 생각이 등장하였다.
옐로 저널리즘(yellow journalism)이 신문 산업의 주를 이룰 때 언론윤리를 지켜왔던 타임지는 옐로 저널리즘(yellow journalism)이 지탄받은 후 각광 받았고 현재까지도 세계 최고의 신문사로 평가받고있는데, 현재는 이러한 언론윤리가 신문 또는 언론의 필수제가 되면서 언론의 자유와 윤리 모두 중요하게 여겨지고 있다.

## 세계 언론의 자유
| 매우 심각한 상황 어려운 상황 뚜렷한 문제 | 납득되는 상황 좋은 상황 분류 안됨 / 자료 없음 |

2022년 언론 자유 지수
매우 심각한 상황
어려운 상황
뚜렷한 문제
납득되는 상황
좋은 상황
분류 안됨 / 자료 없음

해마다 국경 없는 기자회는 국가에 따른 언론의 자유의 순위를 매긴다. 세계언론자유지수 목록은 국경 없는 기자회의 파트너 단체 구성원, 관련 전문가, 판사, 인권 활동가 등의 언론가들에게 설문 조사를 보내 이를 기준으로 만들어진다.
2019년 기준으로 언론의 자유도가 높은 국가로는 핀란드, 노르웨이, 아일랜드, 스웨덴, 덴마크이다. 자유도가 거의 없는 나라는 조선민주주의인민공화국이며 그 뒤를 에리트레아, 투르크메니스탄, 이란, 미얀마가 잇고 있다. 국경 없는 기자회가 2019년에 발표한 2019년 세계 언론 자유 지수에서 한국은 41위로 전년에 비해 2단계 상승했다.

## 판례
- 언론의 자유는 외면적 정신활동의 자유로서 고립된 개인보다는 인간의 사회적 연대 내지 관계를 중요시한다. 따라서 주권자가 여론을 형성하여 국정에 참여하거나 영향을 미치기 때문에 국민이 공권력을 비판 또는 감시한다는 의미에서 언론의 자유는 자유 민주주의의 필수적인 제도이다.[2]
- 개인이 저술한 책자가 교과서로 사용될 수 있도록 하는 권리는 출판의 자유에 포함되지 않는다.[2]

## 같이 보기
| - 인터넷 검열 - 탐사보도 - 사상의 자유 - 신체의 자유 - 양심의 자유 - 종교의 자유 - 집회와 결사의 자유 - 표현의 자유 - 차별금지법 - 블루리본운동 | - K-공작계획 - 언론 강제 통폐합 - 보도지침 - 기레기 - 가짜뉴스 |  |

## 참고 자료
- Starr, Paul (2004). 《The Creation of the Media: Political Origins of Modern Communications》. New York: Basic Books. ISBN 0-465-08193-2.
- Gant, Scott (2007). 《We're All Journalists Now: The Transformation of the Press and Reshaping of the Law in the Internet Age》. New York: Free Press. ISBN 0-7432-9926-4.
- Thierer, Adam & Brian Anderson (2008). 《A Manifesto for Media Freedom》. New York: Encounter Books. ISBN 1594032289.